# Барьерная синхронизация
Барьерная синхронизация — примитив синхронизации в распределённых вычислениях, при котором выполнение параллельного алгоритма или его части можно разделить на несколько этапов, разделённых барьерами. В частности, с помощью барьера можно организовать точку сбора частичных результатов вычислений, в которой подводится итог этапа вычислений. Использование барьеров как примитивов синхронизации особенно полезно при циклической организации этапов.
Барьер для группы потоков (или процессов) в исходном коде означает, что каждый поток (процесс) должен остановиться в этой точке и подождать достижения барьера всеми потоками (процессами) группы. Когда все потоки (процессы) достигли барьера, их выполнение продолжается.
Некоторые среды параллельных вычислений, например, OpenMP и Cilk, имеют неявные барьеры в семантике своих параллельных циклов и блоков кода.